# بیانکا بارتا-کری
بیانکا بارتا-کری (مجاری: Bianka Bartha-Kéri؛ زادهٔ ۱۹ آوریل ۱۹۹۴) دونده دو نیمه‌استقامت زن اهل مجارستان است.